# ديفيد بيرغر (حاخام)
ديفيد بيرغر (بالإنجليزية: David Berger)‏ هو حاخام أمريكي، ولد في 1942.